# Bockwindmühle Marzahna

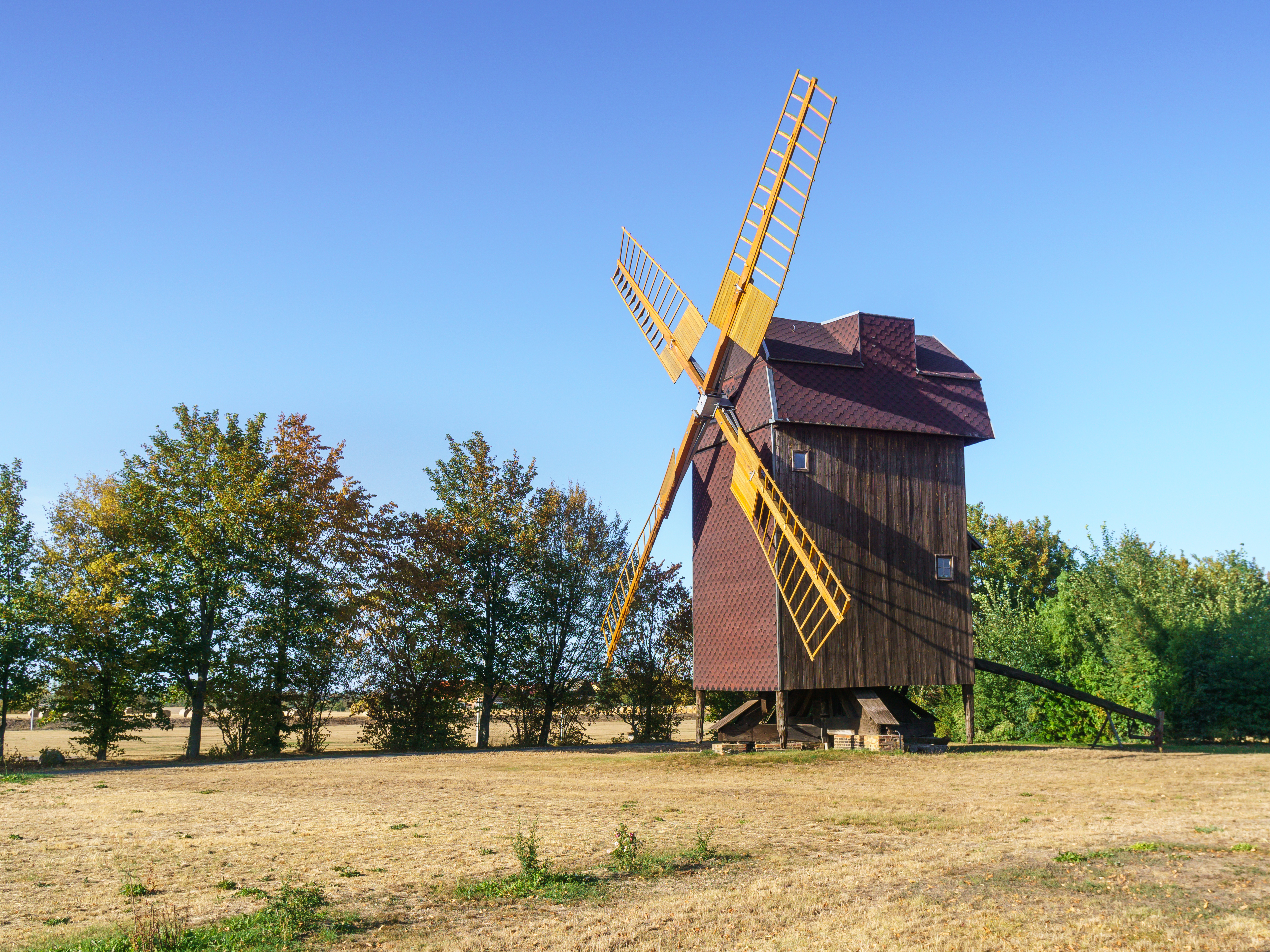
Bockwindmühle Marzahna

Die Bockwindmühle Marzahna ist eine historische Bockwindmühle und ein Baudenkmal im Ortsteil Marzahna der Stadt Treuenbrietzen im Landkreis Potsdam-Mittelmark (Brandenburg). Die Bockwindmühle wurde 1828 anstelle einer Vorgängermühle an diesem Standort errichtet. 1890 brannte diese Windmühle ab. Sie wurde 1895 durch eine Bockwindmühle ersetzt, die vorher in Treuenbrietzen auf dem Krähenberg gestanden hatte. 1960 wurde der Mühlenbetrieb eingestellt. 1991 begann die Restaurierung. 2000 wurde die Mühle in die Denkmalliste aufgenommen.

## Lage
Die Bockwindmühle lag ursprünglich etwa 200 Meter außerhalb der Bebauung von Marzahna, vor dem südwestlichen Dorfausgang. Heute erstreckt sich die Bebauung von Marzahna über den Standort der Bockwindmühle hinaus nach Südwesten (Schulweg und Marzahnaer Mühlenweg). Sie hat heute die Adresse Schulweg 2, steht jedoch deutlich näher am Marzahnaer Mühlenweg.

## Geschichte
Nach der Erklärungstafel an der Mühle wurde die erste Bockwindmühle Marzahna an diesem Standort 1828 vom Wind- und Mahlmüllermeister Andreas Gottlieb Gensicke aus Neuenhütte neu aufgebaut.

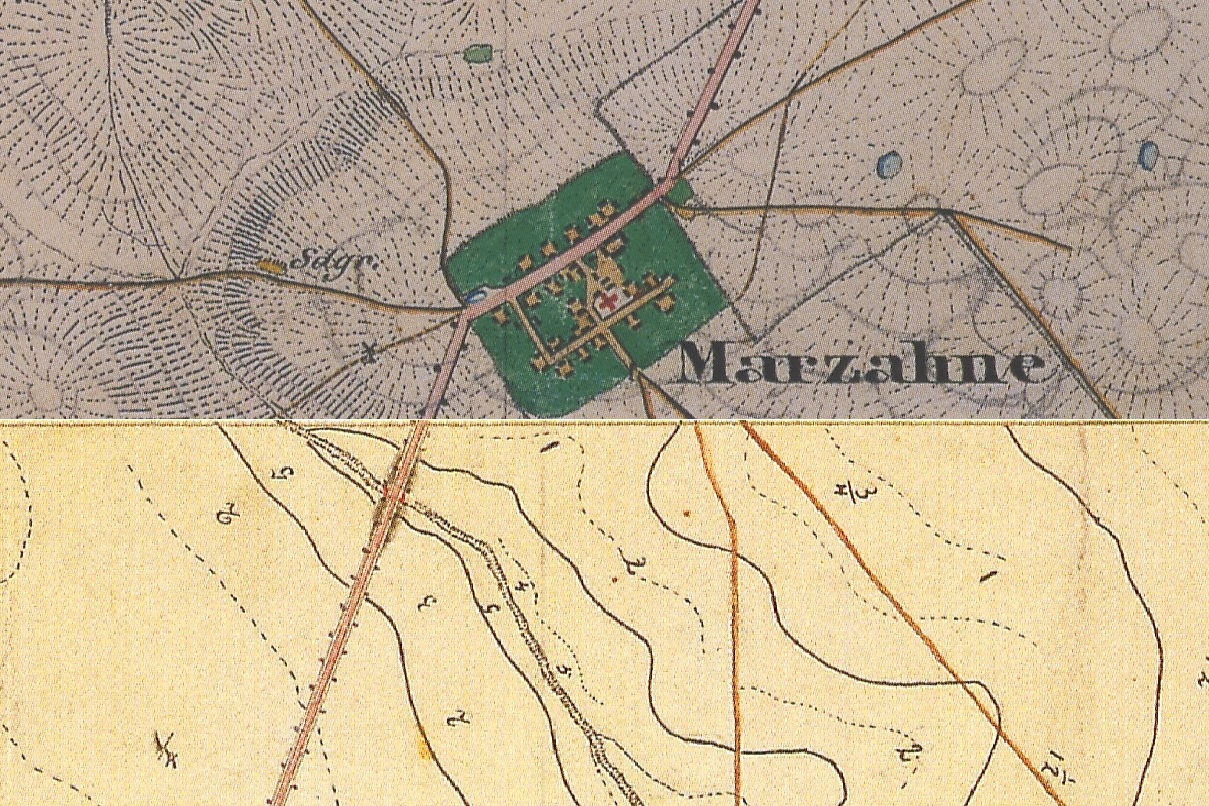
Marzahna, Ausschnitte aus den Urmesstischblättern Nr. 3942 (Niemegk) von 1841 und Nr. 4042 (Zahna) von 1851, kombiniert

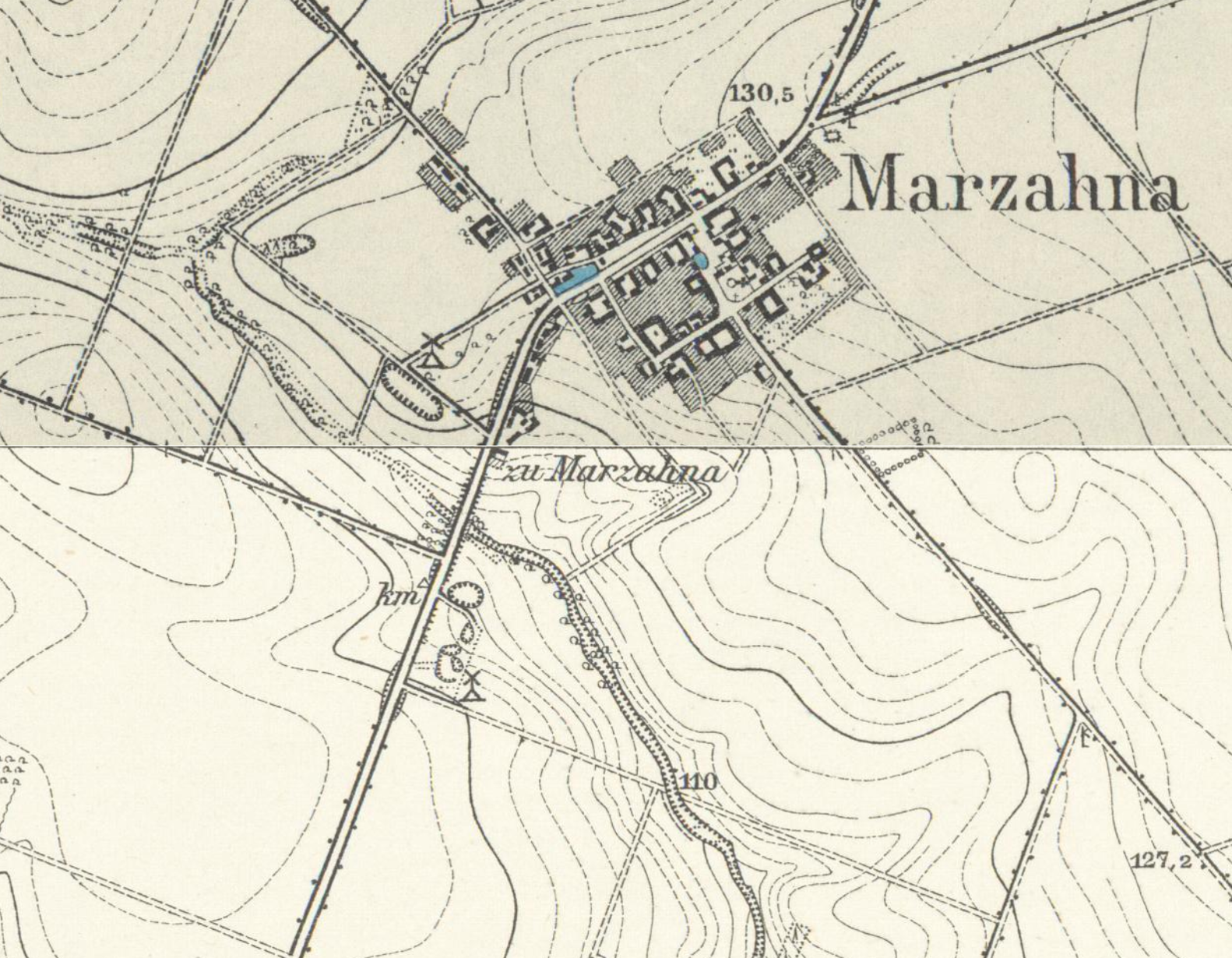
Marzahna, Ausschnitte aus den Messtischblättern Nr. 3942 (Niemegk) von 1902 und Nr. 4042 (Zahna) von 1902, kombiniert

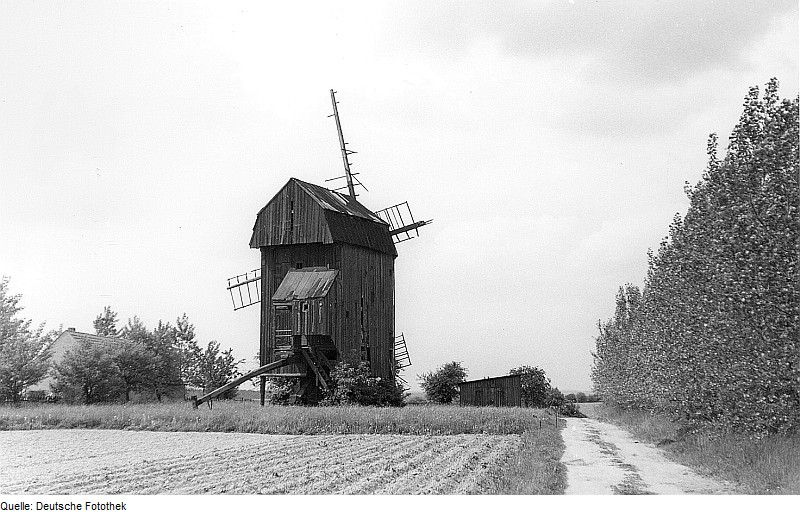
Die Bockwindmühle Marzahna vor der Restaurierung (1973)

### Die ältere Bockwindmühle von Marzahna
Nach der Website Brandenburger Mühlen soll bereits 1707 eine Windmahlmühle in Marzahna gestanden haben, die von einem Müllermeister Christian Eichelmann betrieben wurde. Sie wird auf dieser Website mit einem allerdings erst später nachgewiesenen Mühlenstandort an der Berliner Straße etwa 700 Meter außerhalb der damaligen Bebauung (und auch deutlich außerhalb der heutigen Bebauung) identifiziert. Diese Identifizierung als Standort der älteren Windmühle von Marzahna ist jedoch sehr fraglich. Im Urmesstischblatt Nr. 4042 Zahna von 1841 ist an dieser Stelle keine Windmühle eingetragen, sondern es ist nur eine Windmühle am Standort mit der heutigen Adresse Schulweg 2 eingezeichnet. Im ältesten Messtischblatt Nr. 4042 Zahna von 1872 fehlt die Bockwindmühle am Standort Berliner Straße ebenfalls noch. Und auch das Handbuch von Sachsen von 1877 und 1882 erwähnt nur eine einzige Windmühle in Marzahna (Besitzer Gensicke). Die im Messtischblatt Nr. 4042 Zahna von 1902 an der Berliner Straße eingetragene Windmühle ist daher sicher erst nach 1877 entstanden. Im Klockhaus von 1927 ist neben dem Windmüller Karl Müller (am Mühlenstandort Schulweg 2) noch ein zweiter Müller namens G. Becker genannt. Im Klockhaus von 1935 ist nur noch Karl Müller verzeichnet, d. h. der Besitzer der zweiten Windmühle hatte inzwischen wohl aufgegeben.
Die ältere, auf der Website Brandenburger Mühlen für 1707 genannte Windmühle in Marzahna wird auch von Schuricht 1791 in seinem Alphabetischen Verzeichnis erwähnt. Auch Leonardi führt sie 1802 in seiner Erdbeschreibung auf. Die Topographisch-militärische Karte von Sachsen verzeichnet zwar eine Windmühle westnordwestlich von Marzahna, jedoch ist der Eintrag sehr ungenau. Sie ist nördlich des Weges nach Lobbese eingezeichnet, der Standort entspricht also eher dem der hier beschriebenen Windmühle (heute Schulweg 2).
Fasst man die Daten der älteren Karten und der Literatur zusammen, dürfte am Standort der hier beschriebenen Bockwindmühle Marzahna bereits eine ältere Bockwindmühle gestanden haben.

### Die 1828 erbaute Bockwindmühle
1828 erbaute der Wind- und Mahlmüllermeister Andreas Gottlieb Gensicke aus Neuenhütte eine neue Bockwindmühle auf dem alten Mühlenstandort. Ob diese Windmühle komplett neu gebaut wurde, etwa nach Brand oder Zerstörung, oder ob eine alte Windmühle nur komplett modernisiert wurde, lässt sich nicht nachweisen. Diese Windmühle ist auch auf dem Urmesstischblatt 3942 Niemegk von 1841 eingezeichnet.
1846 heiratete die älteste Tochter Marie Wilhelmine von Müller Andreas Gottlieb Gensicke ihren Cousin Johann Friedrich Gensicke; das Paar übernahm 1846 die Mühle. Nach dem Handbuch der Provinz Sachsen von 1877 ist diese Windmühle die einzige Windmühle in Marzahna. 1883 übergaben die Eltern dem Sohn Friedrich Karl Gensicke die Bockwindmühle. Sie brannte 1890 bei Reparaturarbeiten ab.

### Die 1895 gekaufte Bockwindmühle
1895 kaufte Friedrich Karl Gensicke eine Bockwindmühle aus Treuenbrietzen. Sie war einige Zeit vorher abgebaut und durch eine Turmholländerwindmühle ersetzt worden (Lage: ). Wann genau diese Bockwindmühle ursprünglich erbaut wurde, ließ sich bisher nicht ermitteln. Sie ist bereits im Urmesstischblatt 3943 Treuenbrietzen von 1841 eingezeichnet und muss daher älter sein. Bratring erwähnt 1801 allerdings noch keine Windmühle(n), sodass der Zeitraum auf 1801 bis 1841 eingeengt werden kann.
1920 verkaufte Friedrich Karl Gensicke die Bockwindmühle an Karl Müller. 1928 wurde zur Unterstützung des Mahlwerks ein Elektromotor eingebaut. 1953 übernahm der Sohn von Karl Müller, Fritz Müller, die Windmühle. Zu dieser Zeit wurden allerdings überwiegend nur noch Futtermittel geschrotet. 1960 musste Fritz Müller den Mahlbetrieb wegen Unrentabilität einstellen. Bei gutem Wind und zugeschaltetem Elektromotor konnten am Tag 20 bis 30 Zentner Futterschrot hergestellt worden, oder etwa 10 Zentner Mehl ausgemahlen werden.
Wagenbreth et al. (1994) schildern die Windmühle noch als Bockwindmühle mit Mansardendach und Sterz, und als ruinös, Angaben mit einigen Jahren zeitlichen Verzugs. Bereits 1991 hatte die Mühlenvereinigung Fläming e.V. die Bockwindmühle übernommen und hatte mit der Restaurierung begonnen, die im Wesentlichen dann 2001 abgeschlossen war. Im Jahr 2000 wurde die Bockwindmühle Marzahna als technisches Baudenkmal in die Denkmalliste des Landes Brandenburg aufgenommen. 2019 ging die Bockwindmühle Marzahna in den Besitz von Mike Skiberas über.
Der Mühlenkasten ist auf drei Seiten verbrettert, auf der Rutenseiten mit Schindeln beschlagen. Das Mansarddach steht hinten über und ist mit Schindeln gedeckt. Die vier Ruten sind Jalousieruten. Von der historischen Mühlentechnik sind weitgehend erhalten: Mahlgang, Sichter, Walzenstuhl und Rohrbau. Die Mühle ist am Mühlentag zur Besichtigung geöffnet.

## Liste der Müller (Übersicht)
- 1701 Christian Eichelmann
- 1828 Andreas Gottlieb Gensicke
- ab 1846 Johann Friedrich Gensicke
- ab 1883 Friedrich Karl Gensicke
- ab 1920 bis 1953 Karl Müller[5][6]
- ab 1953 bis 1960 Fritz Müller